# The Number of the Beast
The Number of the Beast е третият албум на Iron Maiden от 1982 г., издаден от EMI (във Великобритания) и Harvest Records/Capital Records (в САЩ) и според мнозина е един от най-влиятелните албуми в историята на хевиметъла. Според metal-rules.com той е вторият най-добър хевиметъл албум на всички времена.
Албумът достига първо място в британските класации, а сингълът Run to the Hills достига седма позиция, докато едноименната песен остава на 18-о място. В класацията на Билборд Hallowed Be Thy Name достига 50-о място.
През октомври 2006 г. албумът достига 17-о място в класацията на списание Guitar World за най-добър албум на всички времена.

## История
Въпреки успеха на Maiden с втория им албум Killers, на края на турнето през 1981 г. вокалистът Пол Ди'Ано е уволнен поради невъзможност да изпълнява продължително по време на точния график на турнето. The Number of the Beast е първият албум на Брус Дикинсън с групата.

## Място в класациите
- Великобритания – №1
- Австралия – №3
- Швеция – №7
- Норвегия – №13
- Нова Зеландия – №18
- САЩ – №33